# おはようワイドあおもり
おはようワイドあおもりはRABラジオで1982年4月5日から2006年9月29日まで放送されていた情報番組。
平日朝の情報ワイド番組は、当番組でスタートした。

## パーソナリティ
| 期間      | 期間      | パーソナリティ                                                                                       | パーソナリティ                                                                                       | パーソナリティ                                                                                       | パーソナリティ                                                                                       | パーソナリティ                                                                                       | パーソナリティ                   |
| 期間      | 期間      | 月                                                                                                   | 火                                                                                                   | 水                                                                                                   | 木                                                                                                   | 金                                                                                                   | パートナー                       |
| --------- | --------- | --- | --- | --- | --- | --- | -------------------------------- |
| 1982.4.5  | 1987.3.31 | 上杉昭之 浅木信也 佐藤智美 他                                                                        | 上杉昭之 浅木信也 佐藤智美 他                                                                        | 上杉昭之 浅木信也 佐藤智美 他                                                                        | 上杉昭之 浅木信也 佐藤智美 他                                                                        | 上杉昭之 浅木信也 佐藤智美 他                                                                        |                                  |
| 1987.4.1  | 1988.3.31 | 川村美緒子 浅木信也                                                                                  | 柿崎元子 浅木信也                                                                                    | 川村美緒子 浅木信也                                                                                  | 浜館明                                                                                               | 鈴木伸夫                                                                                             |                                  |
| 1988.4.1  | 1988.9.30 | 大竹辰也 小出綾子                                                                                    | 大竹辰也 小出綾子                                                                                    | 綱川和夫 漆畑道代                                                                                    | 綱川和夫 漆畑道代                                                                                    | 綱川和夫 漆畑道代                                                                                    |                                  |
| 1988.10.3 | 1989.3.31 | 大竹辰也 漆畑道代                                                                                    | 大竹辰也 小出綾子                                                                                    | 綱川和夫 小出綾子                                                                                    | 綱川和夫 漆畑道代                                                                                    | 綱川和夫 漆畑道代                                                                                    |                                  |
| 1989.4    | 1989.9    | 大竹辰也 川村美緒子                                                                                  | 大竹辰也 川村美緒子                                                                                  | 大友寿郎 小出綾子                                                                                    | 綱川和夫 柿崎元子                                                                                    | 綱川和夫 小出綾子                                                                                    |                                  |
| 1989.10.2 | 1990.3.30 | 鈴木伸夫 柿崎元子                                                                                    | 大竹辰也 笹森亜貴子                                                                                  | 浅木信也 小出綾子                                                                                    | 綱川和夫 足立美音                                                                                    | 綱川和夫 小出綾子                                                                                    |                                  |
| 1990.4.2  | 1991.3.29 | 鈴木伸夫 笹森亜貴子                                                                                  | 大竹辰也 川村美緒子                                                                                  | 綱川和夫 足立美音                                                                                    | 鈴木伸夫 葛西理香                                                                                    | 綱川和夫 足立美音                                                                                    |                                  |
| 1991.4.1  | 1994.3.31 | 綱川和夫 大竹辰也 葛西理香 中野陽子 原田賀子 二川原聡子 他                                           | 綱川和夫 大竹辰也 葛西理香 中野陽子 原田賀子 二川原聡子 他                                           | 綱川和夫 大竹辰也 葛西理香 中野陽子 原田賀子 二川原聡子 他                                           | 綱川和夫 大竹辰也 葛西理香 中野陽子 原田賀子 二川原聡子 他                                           | 綱川和夫 大竹辰也 葛西理香 中野陽子 原田賀子 二川原聡子 他                                           |                                  |
| 1994.4.1  | 1994.9.30 | 川村美緒子 稲葉直子 米澤章子 綱川和夫 中野陽子                                                       | 川村美緒子 稲葉直子 米澤章子 綱川和夫 中野陽子                                                       | 川村美緒子 稲葉直子 米澤章子 綱川和夫 中野陽子                                                       | 川村美緒子 稲葉直子 米澤章子 綱川和夫 中野陽子                                                       | 川村美緒子 稲葉直子 米澤章子 綱川和夫 中野陽子                                                       |                                  |
| 1994.10.3 | 1995.3.31 | 川村美緒子 稲葉直子 米澤章子 綱川和夫 松尾志織                                                       | 川村美緒子 稲葉直子 米澤章子 綱川和夫 松尾志織                                                       | 川村美緒子 稲葉直子 米澤章子 綱川和夫 松尾志織                                                       | 川村美緒子 稲葉直子 米澤章子 綱川和夫 松尾志織                                                       | 川村美緒子 稲葉直子 米澤章子 綱川和夫 松尾志織                                                       |                                  |
| 1995.4.3  | 1995.9.29 | 原口太平 稲葉直子 米澤章子 綱川和夫 大竹辰也 松尾志織                                                | 原口太平 稲葉直子 米澤章子 綱川和夫 大竹辰也 松尾志織                                                | 原口太平 稲葉直子 米澤章子 綱川和夫 大竹辰也 松尾志織                                                | 原口太平 稲葉直子 米澤章子 綱川和夫 大竹辰也 松尾志織                                                | 原口太平 稲葉直子 米澤章子 綱川和夫 大竹辰也 松尾志織                                                |                                  |
| 1995.10.2 | 1996.3.29 | 原口太平 後藤美穂子 田村啓美 米澤章子 綱川和夫 大竹辰也 稲葉直子                                     | 原口太平 後藤美穂子 田村啓美 米澤章子 綱川和夫 大竹辰也 稲葉直子                                     | 原口太平 後藤美穂子 田村啓美 米澤章子 綱川和夫 大竹辰也 稲葉直子                                     | 原口太平 後藤美穂子 田村啓美 米澤章子 綱川和夫 大竹辰也 稲葉直子                                     | 原口太平 後藤美穂子 田村啓美 米澤章子 綱川和夫 大竹辰也 稲葉直子                                     |                                  |
| 1996.4.1  | 1996.9.27 | 大竹辰也 田村啓美                                                                                    | 大竹辰也 田村啓美                                                                                    | 大竹辰也 田村啓美                                                                                    | 大竹辰也 田村啓美                                                                                    | 米澤章子 辻拓哉                                                                                      |                                  |
| 1996.9.30 | 1997.3.31 | 大竹辰也 田村啓美                                                                                    | 大竹辰也 田村啓美                                                                                    | 大竹辰也 田村啓美                                                                                    | 大竹辰也 田村啓美                                                                                    | 辻拓哉 荒井英子                                                                                      |                                  |
| 1997.4.1  | 2000.9.29 | 大竹辰也 辻拓哉 原口太平 鮫島大史 古池雄 川村美緒子 上明戸華恵 田村啓美 荒井英子 小林あずさ 中田有紀 | 大竹辰也 辻拓哉 原口太平 鮫島大史 古池雄 川村美緒子 上明戸華恵 田村啓美 荒井英子 小林あずさ 中田有紀 | 大竹辰也 辻拓哉 原口太平 鮫島大史 古池雄 川村美緒子 上明戸華恵 田村啓美 荒井英子 小林あずさ 中田有紀 | 大竹辰也 辻拓哉 原口太平 鮫島大史 古池雄 川村美緒子 上明戸華恵 田村啓美 荒井英子 小林あずさ 中田有紀 | 大竹辰也 辻拓哉 原口太平 鮫島大史 古池雄 川村美緒子 上明戸華恵 田村啓美 荒井英子 小林あずさ 中田有紀 |                                  |
| 2000.10.2 | 2001.3.30 | 鮫島大史 小林あずさ                                                                                  | 鮫島大史 小林あずさ                                                                                  | 青山英次 松尾志織                                                                                    | 田中次郎 中田有紀                                                                                    | 田中次郎 中田有紀                                                                                    |                                  |
| 2001.4.2  | 2002.3.29 | 田中次郎 松尾志織                                                                                    | 田中次郎 松尾志織                                                                                    | 田中次郎 松尾志織                                                                                    | 原口太平                                                                                             | 原口太平                                                                                             |                                  |
| 2002.4.1  | 2003.3.31 | 鈴木伸夫                                                                                             | 鈴木伸夫                                                                                             | 鈴木伸夫                                                                                             | 鈴木伸夫                                                                                             | 鈴木伸夫                                                                                             |                                  |
| 2003.4.1  | 2004.9.30 | 古池雄                                                                                               | 田中次郎                                                                                             | 田中次郎                                                                                             | 松尾志織                                                                                             | 松尾志織                                                                                             |                                  |
| 2004.10.1 | 2005.3.31 | 古池雄                                                                                               | 田中次郎                                                                                             | 青山英次                                                                                             | 青山英次                                                                                             | 青山英次                                                                                             |                                  |
| 2005.4.1  | 2006.3.31 | 青山英次                                                                                             | 青山英次                                                                                             | 古池雄                                                                                               | 古池雄                                                                                               | 古池雄                                                                                               |                                  |
| 2006.4.3  | 2006.9.29 | 青山英次                                                                                             | 青山英次                                                                                             | 古池雄                                                                                               | 古池雄                                                                                               | 古池雄                                                                                               | 山内千代子 永井まどか 上野由加里 |

## レポーター
- けんずろう[2]
- 成田洋明[2]

## 番組のコーナー
- ※印のコーナーは、現在も（単独枠で）続いているコーナー。

7時台
- 東奥日報ニュース
- お天気ですか!
- なるほど!ニュースネットワーク（ニッポン放送）
- JRダイヤインフォメーション
- 青森県広報タイム※
- 朝の歳時記（中部日本放送）番組終了
- SUZUKIハッピーモーニング・いってらっしゃいシリーズ※（当番組放送時のMCは鈴木杏樹・ニッポン放送）
- 朝のスケッチ

8時台
- 話題のアンテナ 日本全国8時です※（TBSラジオ）
  - 終了後交通情報がある。担当するのは日本道路交通情報センターのキャスターが担当。
- きょうのひとネタ
  - スポーツ紙からニュースを取り上げる。
- 道路情報・街角リポート
- 交通取締情報
- 武田鉄矢・今朝の三枚おろし※（文化放送）
- 交通情報・天気予報
  - スポンサーは青森局・八戸局・弘前局で異なる。また天気予報終了後献血車の情報・9時から受け付ける9時台のリクエストコーナーのメッセージテーマをここで発表する。90年代前半まではこの時間帯に「きょうのカレンダー」という過去の同日を振り返るコーナーがあった。
- NISSANラジオナビ（全国ネットの自社制作枠）
  - 金曜日は料理コーナーがある。
- ハロースキーダイヤル※（冬期間のみ。テレビ・ラジオのスポットでは8:55 - 9:00の放送となっていたが、実際にはその前から放送していた。詳細はサタデー夢ラジオの項を参照のこと。なお、月曜 - 金曜放送分は、｢今日も!あさぷり｣に継続する。）

9時台
- 東奥日報ニュース
- キユーピー朝のエピソード
  - 今日のメッセージテーマについて話す。
- りんご探検隊
  - 月曜日はインターネットについて、金曜日は本のベストセラーを紹介する。なお、木曜日は「モモちゃん便り」としてPIGEON'S MILKの工藤ももが電話出演する（年数回程度、生出演する時もある）。
- 朝のリクエストタイム
  - リスナーから送られたメッセージ・リクエストを紹介する。
- ドライビング・クルーズ
  - 前半は交通情報、後半は神原智己（元・STVアナウンサー）のミニ番組で構成される。

10時台
- 東奥日報ニュース
- ほっと一息
  - 火曜日は青森県の昔話を紹介する。
- 青森空港フライト情報※

その他
- それ以外にも、ラジオショッピングや毎時30分頃（10時台は10:20頃及び9時台は9:15頃）にRABヘッドラインニュースが設定されていた[3]。
- ※印のコーナーは、『今日も!あさぷり』に継続。8時台の交通情報は2回ではあるが、8:30頃の交通情報設置前（90年代前半頃まで）は『今日のカレンダー』という昔のその日を振り返るコーナーがあった[3]。

## 番組内BGM
- 毎年1月2日と3日が放送日にあたる場合は、箱根駅伝中継（文化放送制作）のため9:00までの短縮放送となった[4]。
- 天気予報にはさだまさしの「駅舎」が使用されていた時期があった。